# 김진 (농구인)
김진(金鎭, 1961년 1월 22일 ~ )은 대한민국의 농구인이다. 본관은 김녕.

## 출신 학교
- 신일고등학교
- 고려대학교

## 선수 시절
강원도 춘천시에서 태어났으며 서울로 전학을 간 뒤 신일고등학교를 졸업하고 고려대학교에 진학했다. 이후 실업팀인 삼성전자에서 1984년에 입단해서 팀의 84-85와 87-88 두번의 농구대잔치 우승의 주역이었고 1990년대 팀의 주장을 맡은 뒤 1995년에 은퇴했다. 당시 가드 겸 슈터를 보았으며 동세대 현역 시절 모교 대선배였던 이충희와 실업 선배였던 김현준과 함께 뛰었다. 현역 시절 별명은 샤프 슈터였으며 지나치게 흥분하지 않는 성격으로 인해 코트의 신사이자 코트의 스님이라는 별명을 얻었다. 이외 대한민국농구대표팀에 선발된 스타 플레이어 출신 슈터 겸 가드였다. 1990년 베이징아시안게임 국가대표에 승선하기도 했다.

## 지도자 시절
은퇴 이후 1995년부터 1996년까지 상무 농구단의 코치 겸 감독을 맡은 뒤 은사였던 박광호 감독과 함께 동양제과 농구단 및 대구 동양 오리온스의 창단 코치를 맡게 되었다. 하지만, 팀의 32연패와 함께 박광호 감독을 잃은 이후에도 팀을 지키면서 감독대행을 거쳐 2001-2002 시즌을 앞두고 대구 동양 오리온스의 정식 감독으로 승진했다. 부임 첫해 2001-2002 시즌 동양의 창단 첫 정규리그 우승과 파이널 챔피언과 함께 당시 40대 초반의 나이에 명장의 반열에 오르게 되면서 감독의 세대교체 기수론의 중심이기도 했다. 이후 전창진 감독이 뒤를 따라가기도 했다. 동양에서의 통합우승을 통해 2002 부산 아시안게임 농구 대표팀 감독으로 대한민국 농구는 1982 뉴델리 아시안게임 이후 20년만에 금메달을 안기면서 국민명장으로 불리기도 했다. 2002-2003 시즌에는 동양의 2년 연속 정규리그 우승을 이끌면서 명장으로서 도약하게 된다. 이후 감독 재임기간이었던 6년 동안 동양에서 재임기간 모두 플레이오프에 진출했다. 2007년 이후 서울 SK 나이츠 감독을 맡았지만 2009년말 성적부진으로 자진사퇴를 했다. 이후 2009년 서울 SK 나이츠에서 계약만료로 떠난 강양택 수석코치와 함께 한국농구인으로는 처음으로 미국 NBA LA 레이커스 연수시기를 거친 뒤 절친 후배인 강을준 감독의 창원 LG 세이커스가 KBL 챔피언 실패로 인해 연장재계약을 놓고 우승을 원하는 구단의 방향성이 바뀌더니 갑자기 결렬되면서 1년반만에 감독직을 맡게 되었다. 서울 SK 나이츠에 함께했던 실업시절 절친인 강양택 수석코치와 다시 함께하게 된다. 부임 첫해 성적부진의 아픔이 있었지만 2년간 리빌딩을 통해 창원 LG 세이커스의 창단 17년만에 정규리그 우승을 이끌었고 2014-2015 시즌에도 4위로 선전했다. KBL 역대 감독 중 후배 전창진과 함께 2개팀 정규리그 우승 감독이기도 하다. 하지만, LG 세이커스 역대 감독 중 최장수인 6년을 지휘했지만 2년간의 성적부진으로 인해 퇴임을 했다. 퇴임 이후 행정인 KBL 재정위원회를 맡기도 했으며 이와는 별개로 재능기부 및 농구전술서 저서를 통해 농구인들과 농구팬들과 소통을 이어가기도 했다.

## 이력
- 2002 	 삼성 애니콜 프로농구 감독상
- 2002 	 아디다스 프로농구 대상 지도자상
- 2002 	 부산 아시안게임 금메달 감독
- 2003 	 삼성 애니콜 프로농구 감독상
- 2003 	 LG 플래트론 프로농구 대상 감독상
- 2014 	 KB국민카드 프로농구 정규리그 시상식 감독상
- 2014 	 스포츠토토 한국농구대상 시상식 감독상

## 농구저서
* PLAY BOOK (농구전술서) (2020년, 본인 직접 저서)